# Mistrovství světa v zápasu řecko-římském 2007
Mistrovství světa v zápasu řecko-římském proběhlo v Baku, Ázerbájdžán v roce 2007.

## Výsledky
| Kategorie | Podrobně | Zlato                 | Stříbro                  | Bronz                   | Bronz                       |
| --------- | -------- | --------------------- | ------------------------ | ----------------------- | --------------------------- |
| -55 kg    | podrobně | Hamíd Surián (IRI)    | Pak Un-čol (KOR)         | Nazir Mankijev (RUS)    | Kristijan Fris (SRB)        |
| -60 kg    | podrobně | Davit Bedynadze (GEO) | Makoto Sasamoto (JPN)    | Čong Či-hjon (KOR)      | Eusebiu Diaconu (ROU)       |
| -66 kg    | podrobně | Farid Mansurov (AZE)  | Steeve Guénot (FRA)      | Nikolaj Gergov (BUL)    | Justin Lester (USA)         |
| -74 kg    | podrobně | Javor Janakiev (BUL)  | Mark Madsen (DEN)        | Christophe Guénot (FRA) | Valdemaras Venckaitis (LTU) |
| -84 kg    | podrobně | Alexej Mišin (RUS)    | Brad Vering (USA)        | Badri Chasaija (GEO)    | Saman Tahmásibí (IRI)       |
| -96 kg    | podrobně | Ramaz Nozadze (GEO)   | Mindaugas Ežerskis (LTU) | Marek Švec (CZE)        | Gásem Rezáí (IRI)           |
| -120 kg   | podrobně | Mijaín López (CUB)    | Chasan Barojev (RUS)     | Dremiel Byers (USA)     | Jurij Patrikejev (ARM)      |